# ألبرت كاسيل
ألبرت كاسيل (بالإنجليزية: Albert Cassell)‏ هو مهندس معماري أمريكي، ولد في 1895، وتوفي في 1969.

## معرض صور

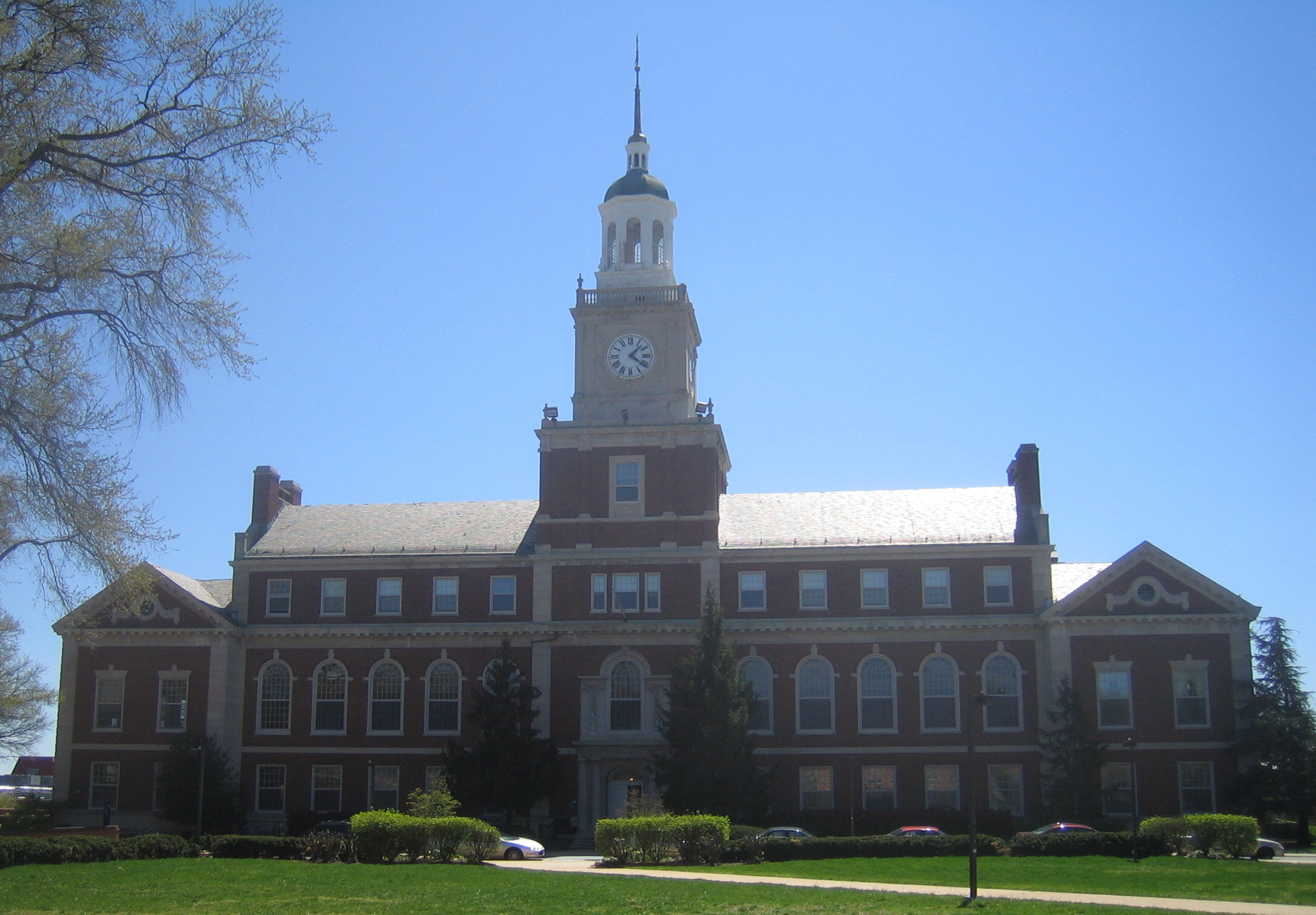
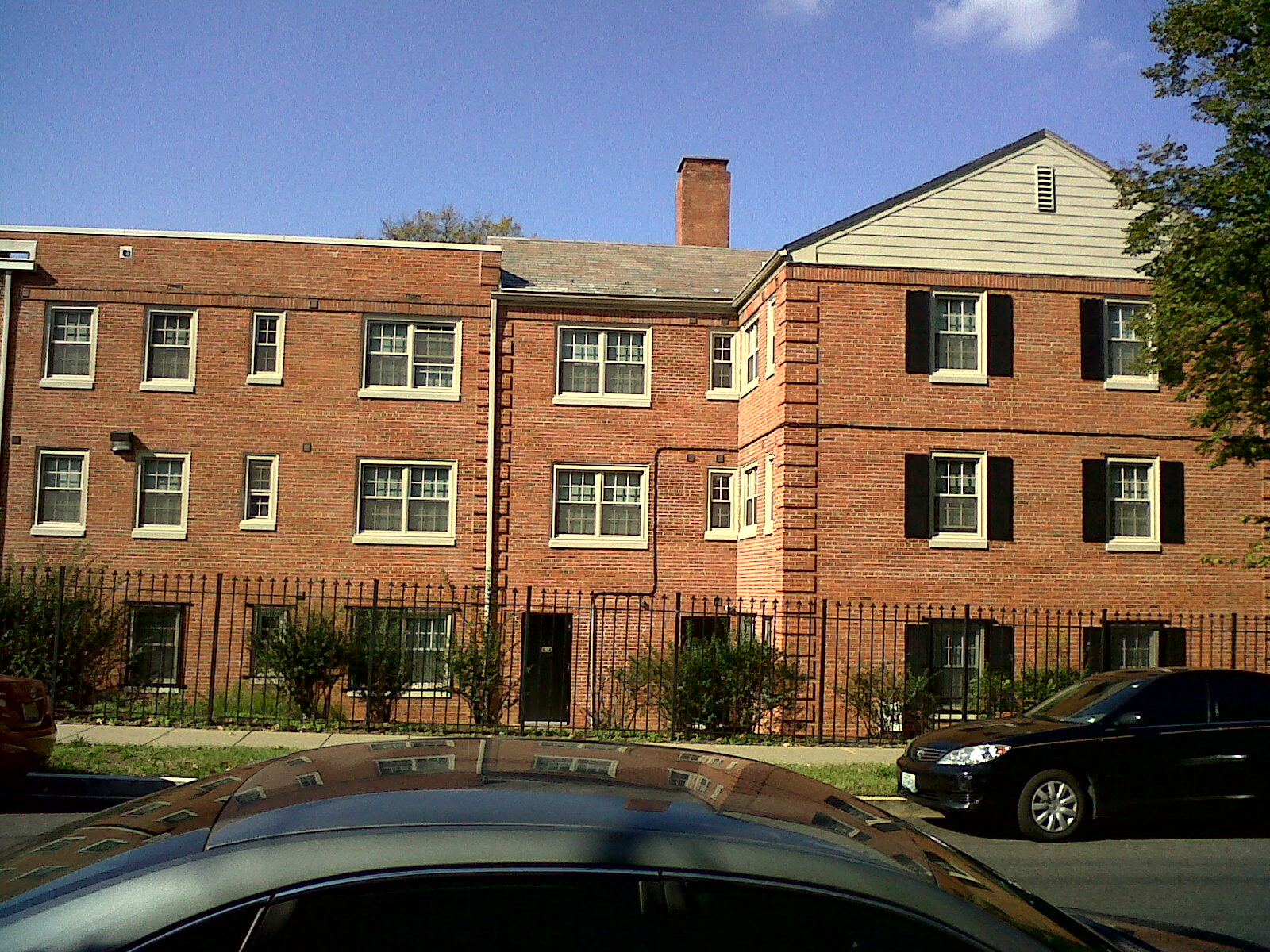
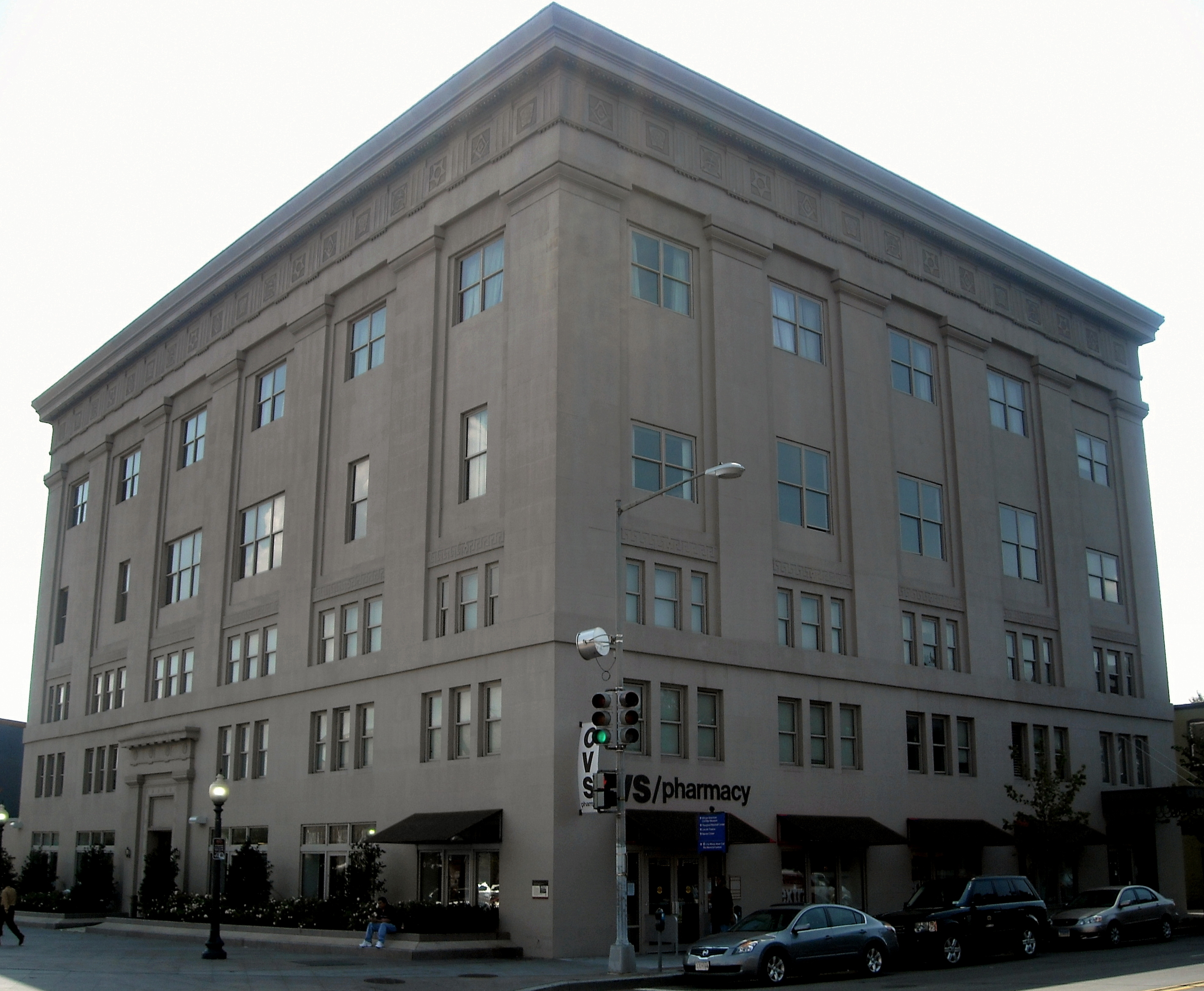